# 李弘定
李弘定(?-?)
涼州司馬李明振之第二子，其母為張義潮第十四女張氏，任瓜州刺史。
因歸義軍歷年內斗，導致人丁薄弱，在歸義軍第三位掌權人沙州刺史張淮鼎(因不被唐廷認可，至死仍沒受封歸義軍節度使)死後，其子張承奉年幼，不能擔當大任，唐廷只好任命張義潮的女婿索勛為節度使。外人擔任節度使，引起了張氏一族的怒火，無論索勛一直自稱尚書，而非節度使，仍無法平息。公元894年，張義潮第十四女張氏以其父的名義號召敦煌舊部，帶領四個兒子，聯合周邊部落勢力，發動政變，將索勛殺害，擁立張承奉。李氏一族得勢後，目中無人，張氏長子李弘願甚至在文書上公然使用節度使印，張承奉被架空。公元896年唐乾寧三月初，張承奉在張文彻等清河張氏和瓜，沙二州的豪族幫助下，發動政變，張承奉的姑姑張氏只得退位讓權，李氏兄弟被軟禁，不久處死，只有外任瓜州刺史的李弘定，逃過一劫，此後再無記載。